# Francis Parkman
Pour les articles homonymes, voir Parkman.
Francis Parkman (16 septembre 1823-8 novembre 1893) était un historien et un spécialiste en horticulture américain natif de Boston. Il est connu pour avoir publié plusieurs ouvrages sur l’Amérique française.

## Biographie
Né dans une riche famille puritaine, Francis Parkman était le fils du pasteur de la Nouvelle Église du Nord. Il a été formé dans des écoles privées, à Boston et à Medford, puis diplômé à Harvard, en 1844 en art et en 1846 en droit. Il se rendit dans des zones désertes de la Nouvelle-Angleterre et il fit des voyages d'étude en Italie et en Angleterre. En 1846, il parcourut la piste de l'Oregon (Oregon trail) - principale route de pénétration du continent nord-américain - dans le but d'étudier les mœurs des Amérindiens. Il s'arrêta auprès des tribus sioux et vécut en compagnie de groupes de chasseurs blancs. Pour la vie difficile, sa santé déjà fragile s'est détériorée. De retour à Boston, toujours en convalescence pour une blessure au genou et avec de graves problèmes de vue, dicta à son cousin La Route de la California et de l'Oregon (1847-1849). En 1848 il a commencé à écrire l'Histoire de la conspiration du Pontiac, œuvre publiée en 1851.
Après son mariage, il écrivit un roman intitulé Vassall Morton (1856). Passionné d'horticulture, il obtint une chaire à l'université Harvard. Après la mort de sa femme et de son fils, il se rendit à Paris, à Nice et à Gênes, à la recherche d'un spécialiste qui puisse traiter ses problèmes de vue. En 1865 commença la publication d'un puissant travail : France et Angleterre en Amérique du Nord, œuvre à laquelle est liée sa réputation d'historien et qui comprend aussi d'autres publications faites en ordre dispersé. Il étudia la présence des jésuites en Amérique (La Salle et la découverte du grand Occident). Sortirent aussi ses livres sur la colonisation française du Canada et son Demi-siècle de conflit (1892). Il mourut à Jamaica plain, un quartier de Boston. Il est enterré dans le cimetière de Mount Auburn à Cambridge au Massachusetts(p40).

## Travaux sur la Nouvelle-France
Parkman est reconnu comme premier historien américain à faire porter d'importants travaux sur l'histoire de la Nouvelle-France. Son œuvre France et Angleterre en Amérique du Nord trace le portrait d'une colonie sous un régime français féodal et absolutiste, à la religion autoritaire, écrasant la liberté de la population, opposée à la Nouvelle-Angleterre, grande figure du progrès de la civilisation libérale anglo-protestante. Selon lui, la Guerre de la Conquête représentait « le combat du passé contre l’avenir [...] de l’absolutisme stérile contre une liberté rude, incohérente, chaotique, mais pleine d’une vitalité prometteuse ». Ceci expliquerait la victoire des Britanniques sur les Français lors de la guerre, lui faisant affirmer que jamais un peuple « n'a subi une calamité plus heureuse que la conquête du Canada par les armes britanniques ». 
Cette conception de la société de la Nouvelle-France a créé la controverse en 1878, alors que l'Université Laval souhaitait décerner à Parkman un doctorat honorifique. Le journaliste Jules-Paul Tardivel et les ultramontains se sont alors indignés qu'on envisage honorer « un diffamateur des Jésuites et de l'Église catholique ». Face à la polémique, l'université a ensuite renoncé à ses projets. Parkman sera aussi critiqué par l'historien Guy Frégault, de l'École historique de Montréal, dont « les premiers écrits sur le Régime français seront, en bonne partie, une réponse à la vision dépréciative proposée par Parkman ». Frégault lui opposera une lecture plus positive de la Nouvelle-France sous l'absolutisme français, qui aurait été une colonie « normale » avant le « traumatisme » de la Conquête.
La lecture de Parkman a inspiré l'historiographie canadienne anglaise : l'œuvre de l'historien Donald Creighton en est un exemple. Elle a aussi influencé des penseurs québécois, tels que le futur Premier ministre du Canada Pierre Elliott Trudeau et l'historien de l'École de Laval Marcel Trudel.

## Publicatio ns
- The Oregon Trail (1847)
- The Conspiracy of Pontiac (1851)
- Vassall Morton (1856), a novel
- The Pioneers of France in the New World (1865)
- The Book of Roses (1866)
- The Jesuits in North America in the Seventeenth Century (1867)
- La Salle and the Discovery of the Great West (1869)
- The Old Régime in Canada (1874)
- Count Frontenac and New France under Louis XIV (1877)
- Montcalm and Wolfe (1884)
- A Half Century of Conflict (1892)
- The Journals of Francis Parkman, New York: Harper, 1947.
- The Letters of Francis Parkman, U of Oklahoma P, 1960.
- The Battle for North America, a single-volume abridgement of France and England in North America, edited by John Tebbel. Doubleday 1948.

### Traductions en français
- La Piste de l’Oregon: à travers la Prairie et les Rocheuses, 1846-1847, traduction de The Oregon Trail par Jean Lambert, Payot, 1993.
- Les Jésuites dans l'Amérique du Nord au XVIIe siècle, traduction de The Jesuits in North America in the Seventeenth Century par Marguerite de Vaudreuil Clermont-Tonnerre, Didier, 1882.